# Física solar
La física solar és una branca de l'astrofísica que s'especialitza en l'estudi i l'explicació de les dades referides al Sol. La física solar s'està focalitzant els esforços en el coneixement integral del sistema solar, incloent-hi el Sol i els seus efectes a través de l'espai interplanetari dins l'heliosfera i sobre els planetes i les atmosferes planetàries. L'estudi dels fenòmens que afecten múltiples sistemes de l'heliosfera, o que es poden considerar relacionats amb l'heliosfera, s'anomenen heliofísica. L'institut de física solar és a l'illa de La Palma a les Illes Canàries des del 1980.